# Shotaro Moriyasu
Shotaro Moriyasu (Tokio, 5 januari 1924 - aldaar, 25 september 1955) was een Japanse jazzpianist.
Moriyasu was een autodidact op de piano. Na de Tweede Wereldoorlog speelde hij in nachtclubs. Hij leerde bebop spelen van in Japan gelegerde musici. Hij werkte in de bands van Shungo Sawada en Nobuo Hara, voor Hara arrangeerde hij ook.
In 1955 maakte Moriyasu een einde aan zijn leven door voor een trein te springen.

## Referentie
- Kazunori Sugiyama, "Shotaro Moriyasu". The New Grove Dictionary of Jazz. 2de editie.

- International Standard Name Identifier: 0000 0000 5230 2095
- Library of Congress Control Number: nr97043076
- Bibliotheek van het Japanse parlement: 00650161
- Virtual International Authority File: 9755150
- WorldCat: E39PBJvxwTCvJBDFhmVMPy7rbd